# سيرجي ايفانوف (منافس ألعاب قوى)
سيرجي ايفانوف (بالروسية: Иванов, Сергей Николаевич)‏ هو منافس ألعاب قوى روسي، ولد في 12 يناير 1979 في Laprakasy ‏ في روسيا.

## وصلات خارجية
- سيرجي ايفانوف على موقع الاتحاد الدولي لألعاب القوى (الإنجليزية)
- سيرجي ايفانوف على موقع أوليمبيديا (الإنجليزية)